# Río Ichilo
Río Ichilo är ett vattendrag i Bolivia.   Det ligger i departementet Cochabamba, i den centrala delen av landet, 400 km norr om huvudstaden Sucre.
I omgivningarna runt Río Ichilo växer i huvudsak städsegrön lövskog. Runt Río Ichilo är det mycket glesbefolkat, med 2 invånare per kvadratkilometer.